# Steve Hardy (natation)
Pour les articles homonymes, voir Steve Hardy et Hardy.
Steve Hardy (né le 6 octobre 1957 à Vancouver et mort le 27 février 2025 à Merritt en Colombie-Britannique) est un nageur canadien. Il participe à deux évènements lors des Jeux olympiques d'été de 1976 de Montréal,.
Il meurt des suites d'une longue bataille contre le cancer.